# Nätbarb
Nätbarb (Puntius oligolepis) är en fisk i familjen karpfiskar. Fiskens färger visas som bäst när vattnet är mjukt och moget. Hanarna är generellt färgstarkare än honorna. Fisken finns i Indonesien och på Sumatra, och kan i det vilda bli upp emot 15 centimeter stor, även om den oftast är mindre. Som akvariefisk blir den cirka 5 centimeter. PH-värdet skall ligga mellan 6 och 6.5 och temperaturen mellan 20 och 24 °C.